# Borut
Borut († kolem 750) byl korutanský kníže.

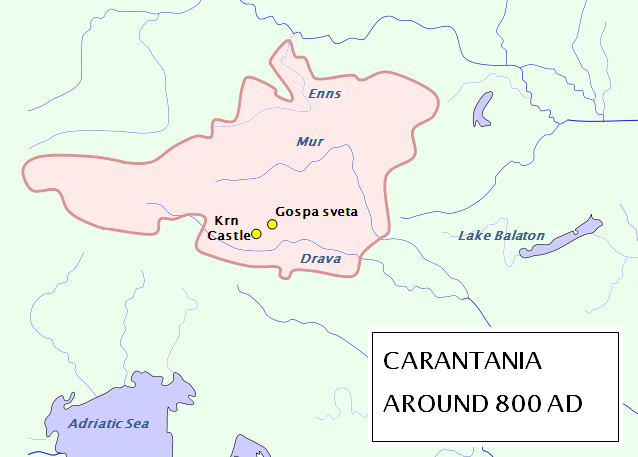
Korutany okolo roku 800

Zmiňuje se o něm spis O obrácení Bavorů a Korutanců. Podle něj bylo Borutovo knížectví ohrožováno ze strany Avarů, kteří do Korutan chystali výpravu. Borut požádal o pomoc Bavory, ti mu ji poskytli, ovšem hned poté si jej Bavoři podmanili a jako rukojmí si odvedli Borutova syna Cacatiuse a synovce Chotimíra, z nichž chtěl mít křesťany. Historik Dušan Třeštík však soudí, že Korutance Bavoři napadli z vlastní iniciativy, přičemž se Korutanci následně zavázali k placení tributu a vojenské podpoře. Poněvadž Borut křesťanem nebyl, zpochybnil Třeštík i Borutův zájem o konverzi svého syna a synovce. K podmanění Boruta došlo snad před jarem roku 741.
| „                                       | Nedlouho potom začali tytéž Korutance těžce stíhat nepřátelskými útoky Hunové. I byl tehdy jejich vévodou Borut a ten vzkázal Bavorům, že hunské vojsko hodlá proti nim vytáhnout, a požádal je, aby mu přispěli na pomoc. Ti také spěšně přitáhli a Huny porazili, zajistili si Korutance a uvedli je do poddanství králů, a podobně i jejich sousedy, a odvedli si s sebou odtamtud do Bavor rukojmí. | “ |
| — O obrácení Bavorů a Korutanců na víru | |   |

K roku 743 je ještě zaznamenána účast Korutanců v bitvě na Lechu na straně Bavorů, v níž stanul bavorský vévoda Odilo proti franckým majordomům Karlomanovi a Pipinovi III. Krátkému.
Po Borutově smrti se knížetem stal jeho syn Cacatius.